# Солоне (Покровська селищна громада)
Соло́не — село в Україні, у Покровській селищній громаді Синельниківського району Дніпропетровської області. Населення становить 18 осіб. До 2020 року орган місцевого самоврядування — Орлівська сільська рада.

## Географія
Село Солоне розташоване на відстані 0,5 км від села Мечетне та за 1 км від села Гапоно-Мечетне. Селом тече пересихаючий струмок із загатою.

## Історія
Заснували його селяни, що отримали наділи землі («відруби») поряд з балкою Солоною. Звідси й назва села. Засноване в першій чверті ХХ століття.
12 червня 2020 року, відповідно до розпорядження Кабінету Міністрів України № 709-р «Про визначення адміністративних центрів та затвердження територій територіальних громад Дніпропетровської області», Орлівська сільська рада об'єднана з Покровською селищною громадою.
19 липня 2020 року, в результаті адміністративно-територіальної реформи та ліквідації Покровського району, село увійшло до складу новоутвореного Синельниківського району.